# Drážní doprava
Drážní doprava je termín, který v mnoha zemích splývá s pojmem kolejová doprava, zahrnující zejména železniční dopravu (včetně speciálních městských drah typu metra), tramvajovou dopravu a pozemní lanové dráhy. V České i Slovenské republice z hlediska legislativy navíc zahrnuje i trolejbusovou dopravu a visuté lanové dráhy. Doprava na průmyslových a důlních drahách je drážní dopravou, ačkoliv v České republice nespadá pod působnost Drážního zákona, některé znaky drah mohou mít i různé průmyslové dopravníky a pojezdy (například jeřáby), sportovní a zábavní atrakce (horská dráha, bobová dráha) aj. Za dráhy se obvykle nepovažují lyžařské vleky, třebaže v České republice je na ně částečně vztažen zákon o dráhách.
Ve veřejné dopravě se využívají i různé další typy drážní a polodrážní dopravy, například na autobusových drahách, v gumokolovém metru atd.